# Rafał Bentke
Rafał Adam Bentke (ur. 24 października 1892 w Moderówce, zm. 14 listopada 1978) – doktor prawa, sędzia, kierownik Sądu Grodzkiego w Żywcu, działacz Polskiego Czerwonego Krzyża.

## Życiorys
Urodził się 24 października 1892 roku w Moderówce jako syn Maksymiliana i Józefy z d. Gąsiecka. Jego ojciec pracował na kolei, matka była gospodynią domową.
Ukończył szkołę powszechną oraz średnią w Jaśle. Świadectwo dojrzałości uzyskał 6 czerwca 1911 roku. Rozpoczął studia na Wydziale Inżynierii Wodnej Politechniki Lwowskiej, jednak po dwóch latach przeniósł się na Wydział Prawa i Administracji Uniwersytetu Jagiellońskiego w Krakowie.
Studia dwukrotnie przerywała mu służba wojskowa. Najpierw został powołany do wojska austriackiego celem odbycia służby wojskowej, następnie pełnił służbę w Wojsku Polskim do dn. 24 stycznia 1919 roku. Później kontynuował studia, jednak ponownie zostały one przerwane od 26 lipca 1920 do 16 grudnia 1920 roku. Najpierw pełnił służbę w 69, później w 20 pułku piechoty.
Ostatecznie studia ukończył 1 kwietnia 2024 roku, natomiast 1 lipca 1920 zdał egzaminy prawnicze. Z kolei w styczniu 1920 roku uzyskał tytuł doktora prawa. Aplikacje sędziowskie odbył w Sądzie Apelacyjnym w Krakowie.

### Praca jako sędzia
Został mianowany sędzią Sądu Powiatowego w Chrzanowie decyzją Ministra Sprawiedliwości z dnia 13 lutego 1926 roku. Pełnił tam obowiązki do 26 marca 1926, kiedy to został przeniesiony do Sądu Powiatowego w Żywcu, następnie do Sądu Grodzkiego w Żywcu. Pełnił tam obowiązki, aż do wybuchu II wojny światowej, kiedy to 1 września 1939 opuścił miasto.
Do Żywca powrócił 17 listopada 1939 roku. Od 1 kwietnia 1940 roku do 25 stycznia 1945 roku pracował jako tłumacz polskich ksiąg gruntowych dóbr żywieckich. Po wyzwoleniu Żywca przez Armię Czerwoną w 1945 roku rozpoczął pracę w Sądzie Grodzkim w Żywcu. 28 sierpnia 1947 został wiceprezesem Sądu Okręgowego w Wadowicach z siedzibą urzędową w Żywcu.
Od 29 września 1948 roku pełnił obowiązki sędziego Sądu Okręgowego w Wydziale zamiejscowym w Żywcu, a od 10 stycznia 1949 roku był kierownikiem tego sądu. W 1957 roku odszedł na emeryturę.

### Polityka i aktywizm
Od 1945 roku był członkiem Stronnictwa Demokratycznego w Żywcu, gdzie pełnił funkcję prezesa koła, a także kierownika kursów.
W 1945 roku wszedł w skład pierwszych społecznych władz Polskiego Czerwonego Krzyża w Żywcu i powiecie żywieckim. Od 1946 roku pełnił funkcję pełnomocnika ds. PCK w rejonie żywieckim.

## Odznaczenia
- Brązowy Krzyż Zasługi[1]
- Medal Dziesięciolecia Odzyskanej Niepodległości (1928)[2]
- Odznaka Honorowa PCK IV stopnia[1]